# Eva Pineus
Eva Hilda Cecilia Pineus, född 26 september 1905 i Hedvig Eleonora församling, Stockholm, död 29 mars 1985 i  Göteborgs Vasa församling, Göteborg, var en svensk politiker och bibliotekarie.
Tillsammans med Asta Ekenvall och Rosa Malmström grundade Pineus Kvinnohistoriskt arkiv, senare Kvinnohistoriska samlingarna, numera KvinnSam.

## Biografi
Eva Pineus var dotter till civilingenjör Lennart Palme och dennes hustru Cecilia, född Günther. Efter studentexamen 1924 vid Djursholms samskola studerade hon språk, bland annat i Frankrike och USA. Hon tjänstgjorde en tid vid Kungliga biblioteket och gifte sig därefter 1930 med Kaj Pineus, sedermera dispaschör och kommunalpolitiker i Göteborg. De fick tre barn tillsammans.
Hon var aktiv inom Folkpartiet liberalernas kvinnoförbund i Göteborg och under dess tidigare år sekreterare i förbundet. Åren 1947–1952 var hon ordförande i Fredrika Bremer-förbundets Göteborgskrets. Under denna tid inleddes och utvecklades på hennes initiativ ett bestående samarbete med kvinnoorganisationer i övriga nordiska länder.
När Asta Ekenvall och Rosa Malmström började arbeta för att skapa ett kvinnohistoriskt arkiv, med syfte att främja kvinnoforskningen genom att samla in material om och av kvinnor och göra det tillgängligt, tog de kontakt med Eva Pineus i hennes egenskap av ordförande för Fredrika Bremer-förbundet. Hennes stöd blev av stor vikt vid grundandet av Kvinnohistoriskt arkiv 1958. Hon gjorde bland annat en betydelsefull insats som lobbyist och anslagssökare; hon författade otaliga ansökningar om medel av vilka många beviljades. Hon höll arkivet ekonomiskt flytande fram till dess att en bibliotekarietjänst inrättades för det vid Göteborgs universitetsbibliotek. Hon deltog aktivt i verksamheten tills samlingarna införlivades med Göteborgs universitetsbibliotek 1971.
Hon hade även ett stort intresse för konst. Åren 1947–1967 var hon medlem i styrelsen för Konstindustriskolan i Göteborg, 1955–1967 i styrelsen för konstföreningen Spiran och 1961–1972 ordförande i Röhsska museets vänner. 
Eva Pineus är begravd på Kvibergs kyrkogård.